# بيل آرمسترونغ
بيل آرمسترونغ (بالإنجليزية: Bill Armstrong)‏ هو لاعب كرة قدم أمريكية ولاعب كرة قدم كندية أمريكي، ولد في 24 يونيو 1955.

## وصلات خارجية
- بيل آرمسترونغ على موقع JustSportsStats.com (الإنجليزية)
- بيل آرمسترونغ على موقع كلية كرة القدم في سبورتس رفرنس.كوم (الإنجليزية)